# Odigitria (Creta)
Odigitria (en griego, Οδηγήτρια) es un yacimiento arqueológico que toma su nombre de un monasterio próximo a él. Está situado al sur de la llanura de Mesará, en la Unidad periférica de Heraclión, en la isla de Creta (Grecia).
Este yacimiento fue excavado en 1979 por Nota Dimopoulou y en 1980 por Antonis Vasilakis, después de que se produjeran excavaciones ilegales que revelaron su existencia. Consta de una necrópolis con dos tumbas abovedadas, una serie de salas adosadas a una de las tumbas abovedadas, un osario, un patio pavimentado y un posible altar. En él se realizaron unos 150 enterramientos. Entre los hallazgos de las tumbas figuran sellos, colgantes, collares, joyas de oro, recipientes de cerámica y de piedra y hojas de obsidiana. Se estima que las tumbas estuvieron en uso durante unos 1000 años desde su origen que debió producirse en el periodo minoico antiguo IA. 